# Noemina
Noemina sau Naomi este soacra lui Rut din Cartea lui Rut.
Elimelec (Elimeleh în ebraică: Dumnezeu este împărat) și Naomi (în ebraică: Plăcută, în unele versiuni românești Noemina) părăsesc Betleemul (în ebraică: Casa Pâinii) din pricina foametei și merg în Țara Moabului. Moartea soțului și după zece ani, a celor doi fii Mahlon și Kilyon o determină pe Naomi să se reîntoarcă. Deși una din nurori, Orfa, rămâne în Moab, cealaltă, Rut, văduva lui Mahlon, se hotărăște să o urmeze pe soacra ei. Amândouă lucrează pe câmpurile unui bărbat înstărit, Boaz (în ebraică: În El este putere, în unele versiuni românești Booz), care s-a dovedit a fi rudă cu Naomi. Acesta, văzând condiția umilă a tinerei Rut, dorește răscumpărarea acesteia și o ia de soție. Copilul acestora, Oved, va fi bunicul regelui David, suveran al întregului popor evreu.

## Vezi și
- Povestea lui Rut (1960)